# 本因坊察元
本因坊 察元（ほんいんぼう さつげん、1733年〔享保18年〕 - 1788年3月3日〔天明8年1月26日〕）は、江戸時代中期の囲碁棋士。本因坊家九世本因坊察元。生国は武蔵国、本因坊伯元門下、名人碁所。6世井上春碩因碩との争碁に勝って本因坊道知以来の名人となり、棋道中興の祖と呼ばれる。法名は日義。

## 経歴

### 生い立ち
武蔵国（現在の埼玉県幸手市平須賀）に生まれる。本姓は間宮、父は又左衛門。宝暦4年（1754年）六段時、伯元が病に倒れ、井上春碩因碩が代理で察元を跡目とする願書を書き、跡目を許可される。その後の9月に伯元は没し、因碩に伴われ登城して老中松平右近将監より家督相続を認められる。翌宝暦5年（1755年）に御城碁初出仕、因碩に先番4目勝。

### 名人碁所就位
宝暦6年（1756年）に七段昇段を目論み、安井春哲仙角は了承したが、因碩と林転入門入が反対した。察元は同じ六段の門入に6局で五番勝ちであることを主張してまた争碁を迫り、因碩、門入の同意を得た。明和元年（1764年）には因碩とともに八段準名人に進む。明和3年（1766年）に、本因坊道知門下であった林祐元門入を添願人として名人就位を願い出て、これに因碩と仙角が反対したため、因碩と二十番の争碁を打つことになる。1局目はその年の御城碁で、因碩先番ジゴ、2局目から6局目まで察元が5連勝し、察元は手直りを申し入れ、寺社奉行に認められて名人就位を果たす。ただしこの時に碁所就位は認められなかった。
その後、察元は碁所就位を求め、因碩と跡目の春達、仙角と跡目の仙哲らは再度の争碁を求めて、それぞれ幾度も願書を提出して争うが、明和7年（1770年）に至って老中列席の下で寺社奉行土屋能登守より遂に碁所に任ぜられた。同年には山本烈元を跡目に定める。その後、本因坊家恒例の京都寂光寺への墓参をするが、法眼の格式をもって大々的な行列を組み、莫大な浪費にはなったが、本因坊家の威光を示すことになった。
本因坊道知以後は名人碁所は空位となっていた上に、本因坊家も3代続いて七段に達することがない碁道中衰の時代と言われたが、察元の名人碁所就位により棋道中興の祖と呼ばれる。
明和4年の御城碁では将軍家治上覧があり、察元に対して将棋について尋ねられ、将棋二段と答えたという。明和5年の御城碁で井上春達に向二子で2目負とした碁は、察元一生中の出来として有名である。

## 戦績

### 因碩二十番碁
- 第1局 1766年(明和3年) 白番ジゴ（ただし御城碁における恒例による）
- 第2局 同年 先番8目勝
- 第3局 同年 白番2目勝
- 第4局 1767年(明和4年) 先番13目勝
- 第5局 同年 白番2目勝
- 第6局 同年 先番11目勝

### 御城碁
- 1755年(宝暦5年) 先番4目勝 井上春碩因碩
- 1756年(宝暦6年) 白番3目負 安井春哲仙角
- 1757年(宝暦7年) 白番3目負 井上春達
- 1758年(宝暦8年) 白番2目勝 安井仙哲
- 1759年(宝暦9年) 白番ジゴ 林祐元門入
- 1760年(宝暦10年) 白番5目負 井上春碩因碩
- 1761年(宝暦11年) 先番5目勝 井上春碩因碩
- 1764年(明和元年) 白番ジゴ 井上春達
- 1765年(明和2年) 先番5目勝 井上春碩因碩
- 1766年(明和3年) 白番ジゴ 井上春碩因碩
- 1767年(明和4年) 向二子4目負 林祐元門入
- 1768年(明和5年) 向二子2目負 井上春達
- 同年 向四子6目負 酒井石見守
- 1769年(明和6年) 向四子1目勝 酒井石見守
- 1770年(明和7年) 向四子7目負 酒井石見守
- 1771年(明和8年) 向二子中押負 安井春哲仙角
- 1773年(安永2年) 白番中押勝 井上春達因碩
- 1774年(安永3年) 向二子6目負 本因坊烈元
- 1776年(安永5年) 向二子中押負 井上因達
- 1777年(安永6年) 向二子中押負 坂口仙徳
- 1778年(安永7年) 向六子4目負 津軽良策
- 1780年(安永9年) 向三子中押勝 酒井石見守
- 1782年(天明2年) 白番4目勝 林門悦
- 1784年(天明4年) 向二子中押負 安井仙角仙知